# Calicnemia gulinensis
Calicnemia gulinensis is een libellensoort uit de familie van de Breedscheenjuffers (Platycnemididae), onderorde juffers (Zygoptera).
De wetenschappelijke naam van de soort is voor het eerst geldig gepubliceerd in 2008 door Yu & Bu.